# Anemosella basalis
Anemosella basalis är en fjärilsart som beskrevs av Dyar 1914. Anemosella basalis ingår i släktet Anemosella och familjen mott. Inga underarter finns listade i Catalogue of Life.